# Matematikcentrum
Matematikcentrum är en institution vid Lunds universitet som tillhör både den naturvetenskapliga fakulteten och den tekniska fakulteten (LTH). Vid institutionen bedrivs undervisning och forskning inom matematik, matematisk statistik och numerisk analys. Institutionen har cirka 120 anställda. 

## Historia
Den första professorn i astronomi vid Lunds Universitet var Anders Spole. Han blev professor 1667 och var även rektor för Lunds Universitet hösten 1672.
Martin Nordeman var professor i matematik 1668-1684.
Dock var universitetets verksamhet nedlagd 1677–1681 på grund av skånska kriget.
Andreas Riddermarck var professor 1684-1702.
Bonde Humerus var professor förmodligen under perioden 1702-1712.
Conrad Quensel var professor 1712-1732.
Daniel Menlös var professor under åren 1732-1743.
Lars Liedbeck var professor 1744-1762.
Nils Schenmark blev professor år 1763. 
Erland Samuel Bring blev professor i historia år 1779 vid Lunds Universitet, men skrev ett arbete om hur allmänna femtegradsekvationer kunde reduceras till en enklare form.  
Pehr Tegman var professor från 1787.
Carl Erik Kjellin var professor från 1812.
Carl Johan Hill var professor i matematik 1830-70 och rektor för Lunds Universitet 1834-1835.
Efter en lång befordringsstrid 1871-1873, utnämndes Carl Fabian Björling till professor.
Björling skrev den första större svenska läroboken i differentialkalkyl, och forskade i algebraisk geometri. Han hade två elever Jakob Bergstedt och Anders Wiman, som bägge forskade om regelytor. Samtidigt med Björling verkade 
Victor Bäcklund, vars forskning i början handlade om algebraisk geometri och sedan om differentialekvationer. Han har gett namn till så kallade Bäcklundtransformationer. Han blev sedan professor i mekanik och matematisk fysik och senare professor i fysik. 
Torsten Brodén efterträdde Björling som professår år 1906. Ungefär samtidigt, år 1912, inrättades en andra professur som tillföll 
Niels Erik Nørlund. Under början av 1900-talet skrev även astronomen Henrik Block matematiska arbeten om planetrörelser och partiella differentialekvationer. 
Torsten Carleman efterträdde Brodén, som professor år 1923, men kallades till en professur i Stockholm redan 1924. Samma år blir Nörlund föreståndare för Geodetiskt Institut i Köpenhamn. De två lediga professurerna tillsattes år 1926 av Marcel Riesz
och Nils Zeilon.
Matematik hade förmodligen sina lokaler i Liberiet eller möjligtvis i en del av domkyrkans kor från 1668 till 1688 då Universitetet erhöll Lundagård med byggnader och mark. Från 1688 till början av 1900-talet var verksamheten förlagd till  Kungshuset. 
Under 1900-talet har verksamheten flyttats nordöst först till lärarinneseminariet, sedan till Sölvegatan 14A (nuvarande teoretisk fysik) och är nu i matematikhuset. 

### Lunds matematiska sällskap
Lunds matematiska sällskap har sin verksamhet förlagd till matematikcentrum, och dess styrelse och arbetsutskott består av vid matematikcentrum verksamma matematiker. 
Sällskapet grundades 1923 av bland annat Tage Erlander, när denne studerade vid Lunds universitet.

## Forskningsområden

### Bildanalysgruppen
Bildanalysgruppen (Mathematical Imaging Group) är en forskargrupp vid Matematikcentrum. Forskningen inriktas på matematiska metoder för bildanalys och datorseende och började i mitten av 80-talet.
Följande avhandlingar vid bildanalysgruppen har prisbelönats med ”Nordic Award for the best PhD Thesis in Pattern Recognition”: 1997: Kalle Åström, 2003: Fredrik Kahl, 2007: Jan-Erik Solem, 2011: Carl Olsson, 2015: Petter Strandmark. År 2005 belönades Fredrik Kahl med Marr Prize för sin artikel vid International Conference on Computer Vision.
Forskningen inom bildanalysgruppen har resulterat i ett antal grundade företag:
- Zi-Decuma[8][9]
- Cognimatics[8][9][10]
- Ange Optimization[7]
- Polar Rose[8][9]
- Nocturnal Vision[8][9]

## Matematiker vid Lunds Universitet
Några framstående matematiker som verkat vid Lunds Universitet är 
- Carl Fabian Björling
- Torsten Brodén
- Victor Bäcklund
- Lars Gårding
- Carl Johan Hill
- Lars Hörmander
- Jaak Peetre
- Arne Meurman
- Niels Erik Nörlund
- Marcel Riesz
- Gunnar Sparr
- Anders Spole